# Lalley
Lalley ist eine französische Gemeinde mit 183 Einwohnern (Stand: 1. Januar 2022) im Département Isère in der Region Auvergne-Rhône-Alpes (vor 2016: Rhône-Alpes). Sie gehört zum Arrondissement Grenoble und zum Kanton Matheysine-Trièves. Die Einwohner werden Lalleysiens oder Lalleyroux genannt.

## Geographie
Die Gemeinde Lalley liegt in der Landschaft Trièves zwischen den Gebirgsstöcken Vercors und Dévoluy an der Grenze zum Département Drôme, etwa 48 Kilometer südlich von Grenoble. Umgeben wird Lalley von den Nachbargemeinden Saint-Maurice-en-Trièves im Westen und Norden, Prébois im Norden und Osten, Tréminis im Osten, Lus-la-Croix-Haute im Süden sowie Glandage im Südwesten.
Durch die Gemeinde führt die frühere Route nationale 75 (heutige D1075).

## Bevölkerungsentwicklung
| Jahr                       | 1962 | 1968 | 1975 | 1982 | 1990 | 1999 | 2010 | 2021 |
| Einwohner                  | 280  | 258  | 273  | 257  | 191  | 184  | 210  | 187  |
| Quellen: Cassini und INSEE |      |      |      |      |      |      |      |      |

## Sehenswürdigkeiten
- Heimsuchungs-Kirche (Église de la visitation)
- Hütte von Lalley, Industrieruine, 1836 bis 1976 im Betrieb, teilweise Monument historique

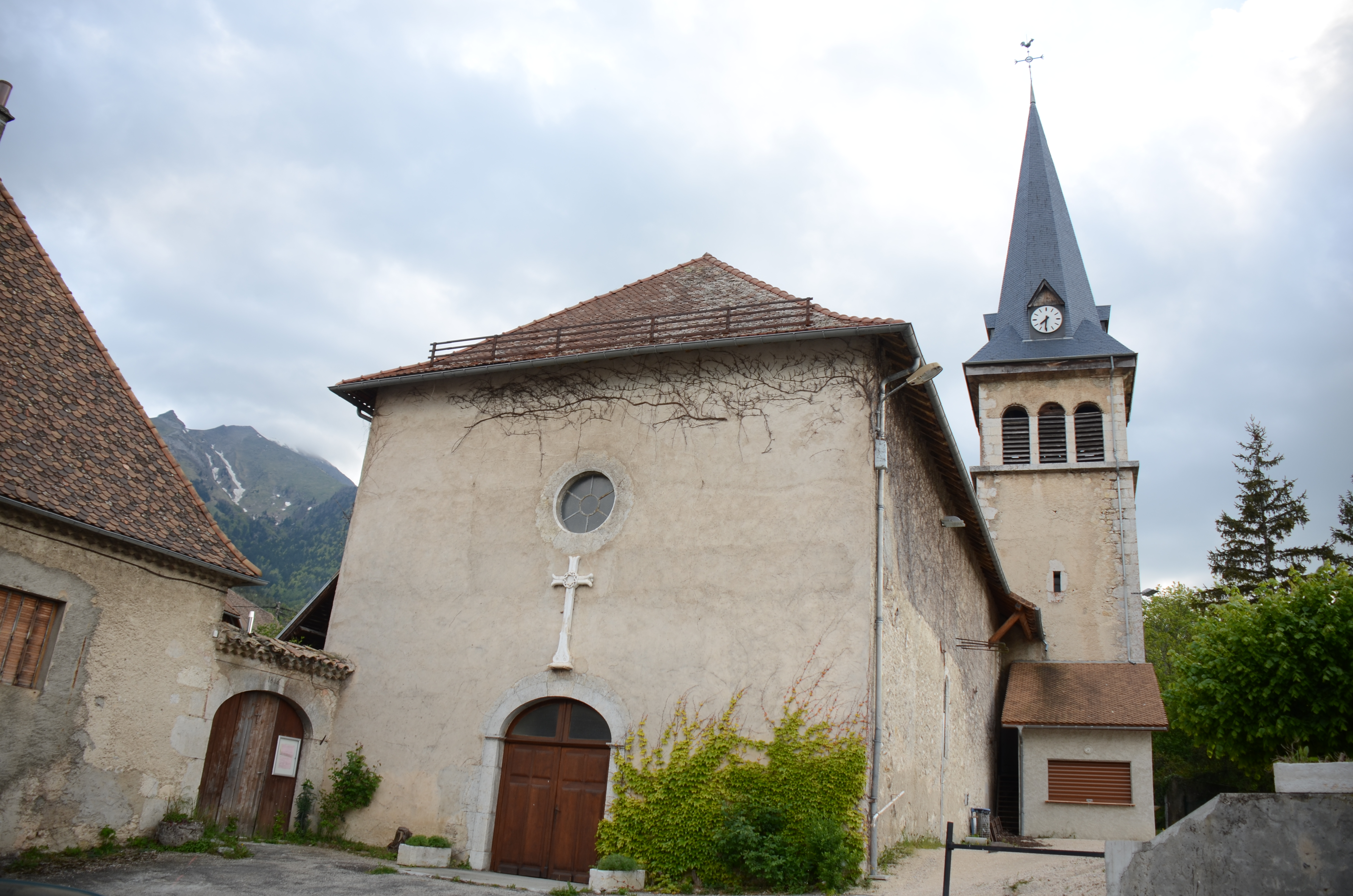
Heimsuchungs-Kirche
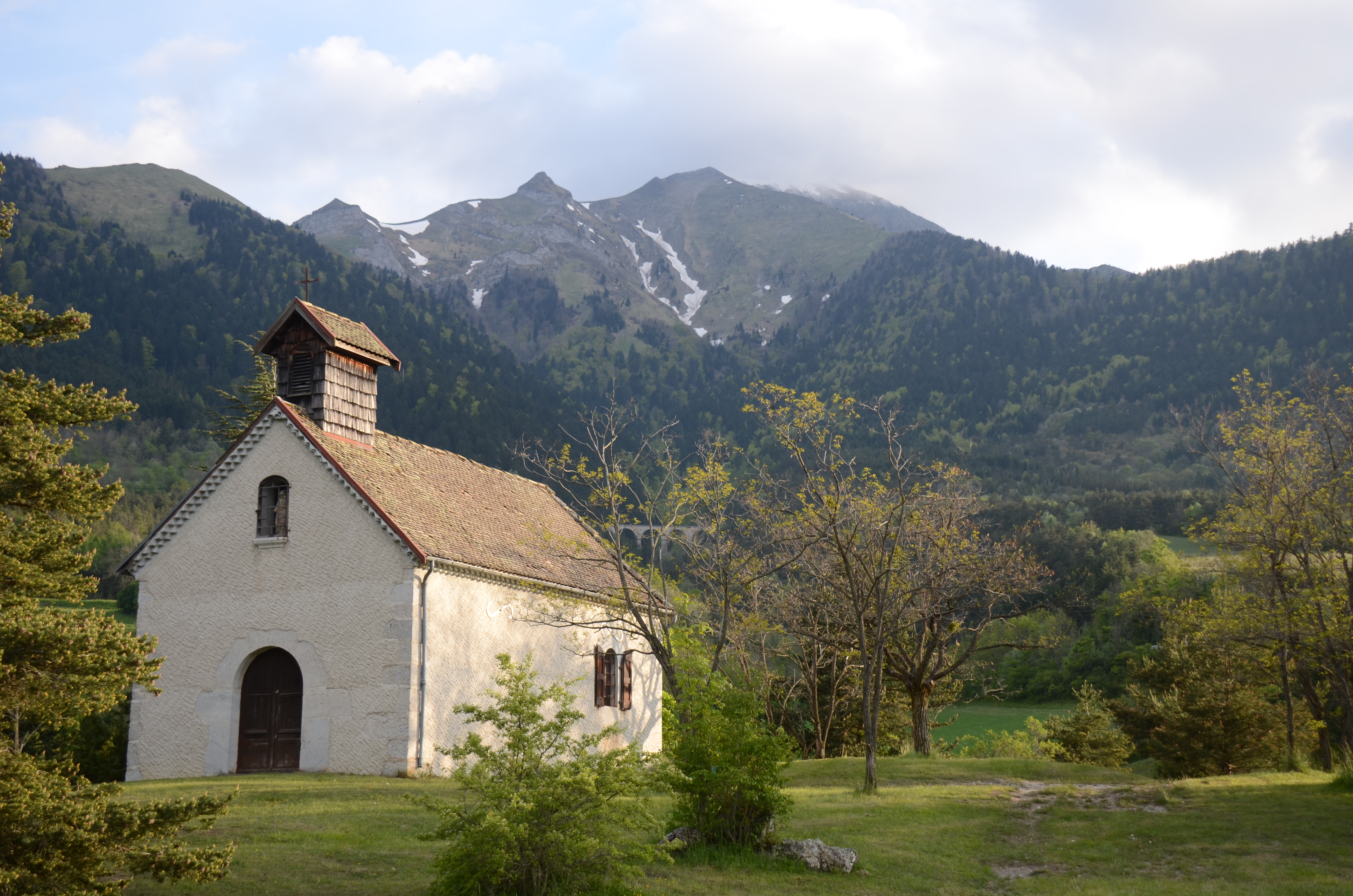
Kapelle Notre-Dame-du-Bon-Secours
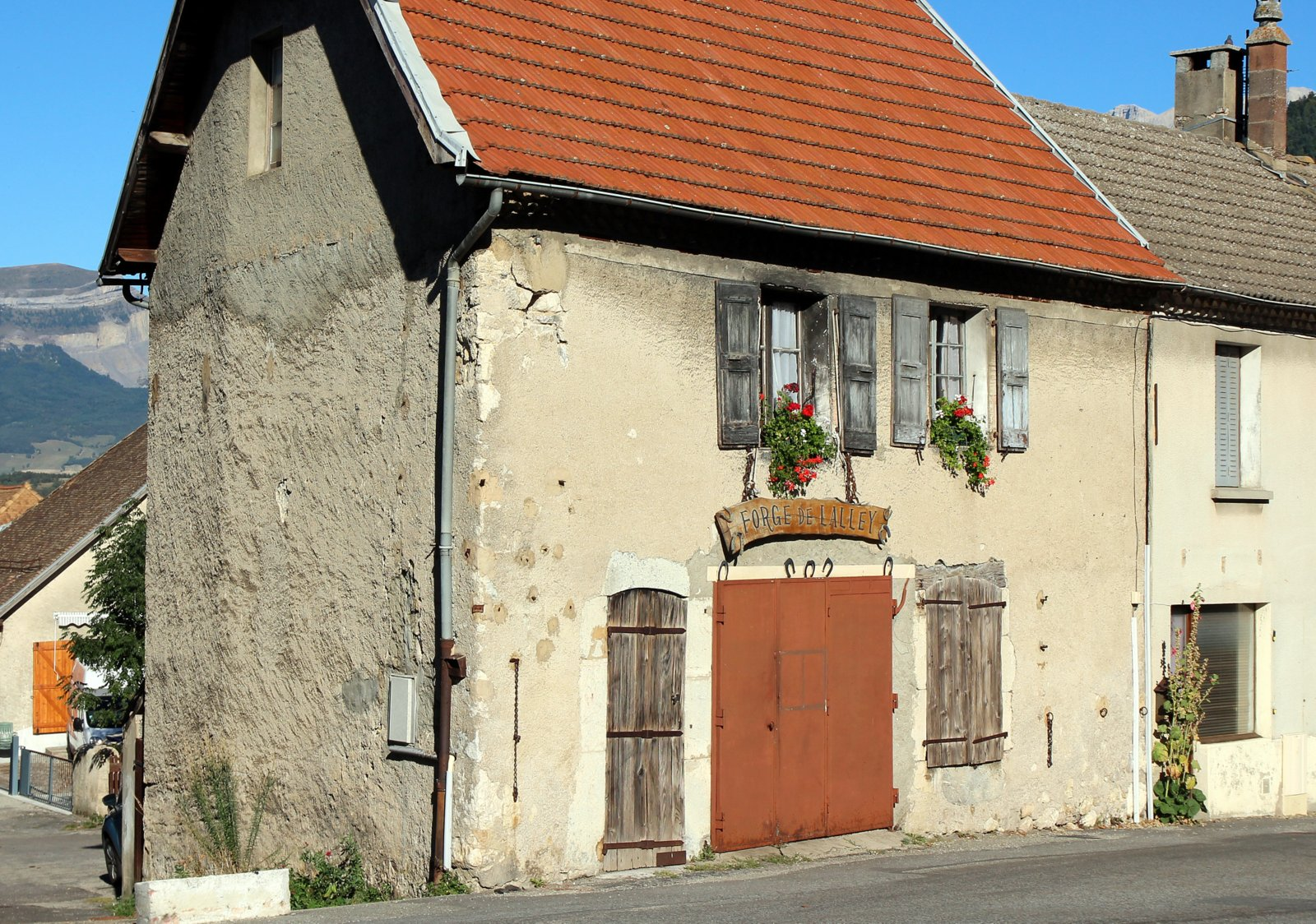
Ehemalige Schmiede
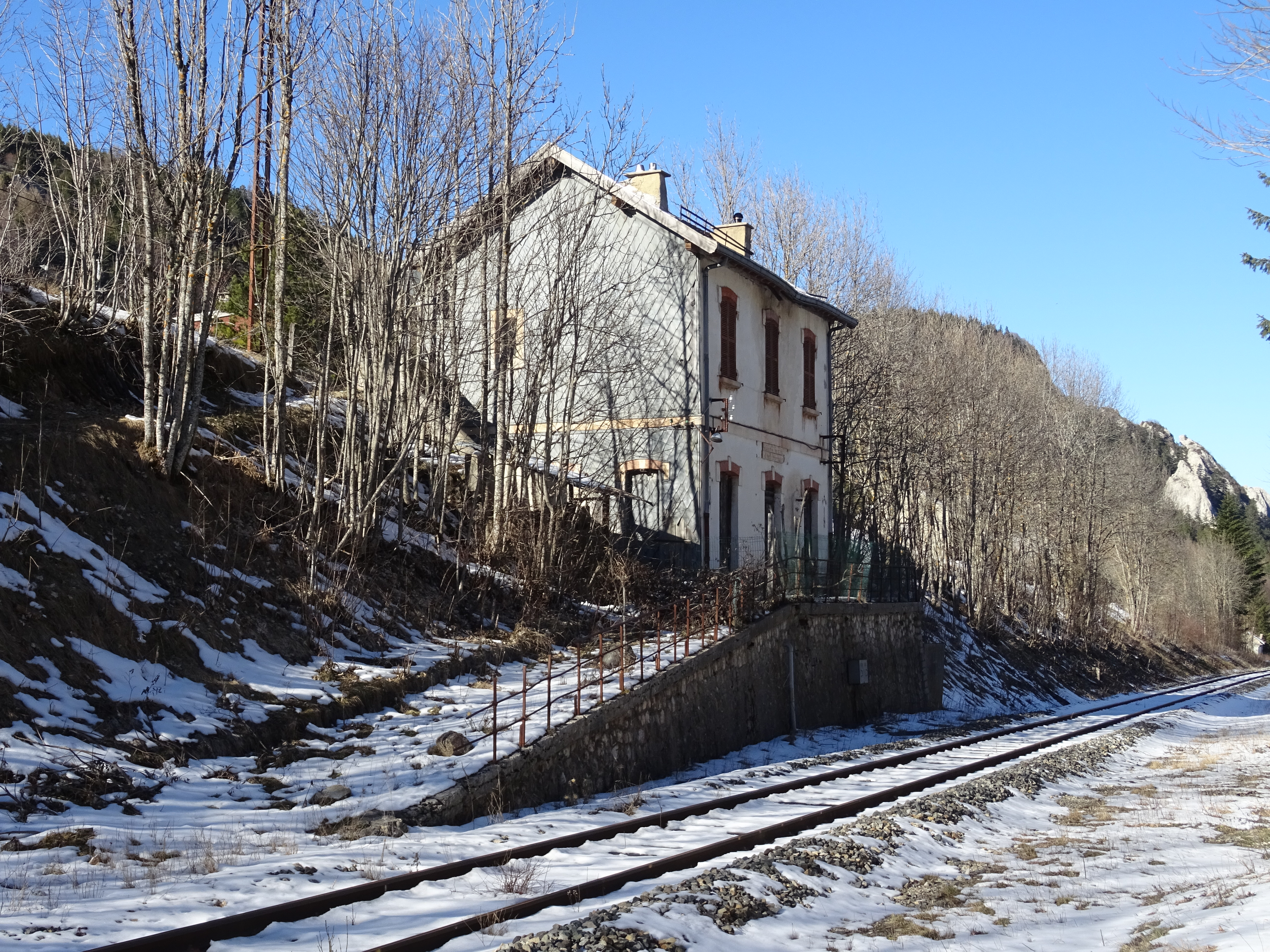
Ehemaliger Bahnhof Lalley – Col de la Croix-Haute